# 2978 Roudebush
2978 Roudebush (1978 SR) là một tiểu hành tinh vành đai chính được phát hiện ngày 16 tháng 9 năm 1978 bởi Harvard College ở trạm Agassiz.